# Helorus anomalipes
Helorus anomalipes är en stekelart som först beskrevs av Georg Wolfgang Franz Panzer 1798.  Helorus anomalipes ingår i släktet Helorus, och familjen bladluslejonsteklar. Arten är reproducerande i Sverige.

## Bildgalleri

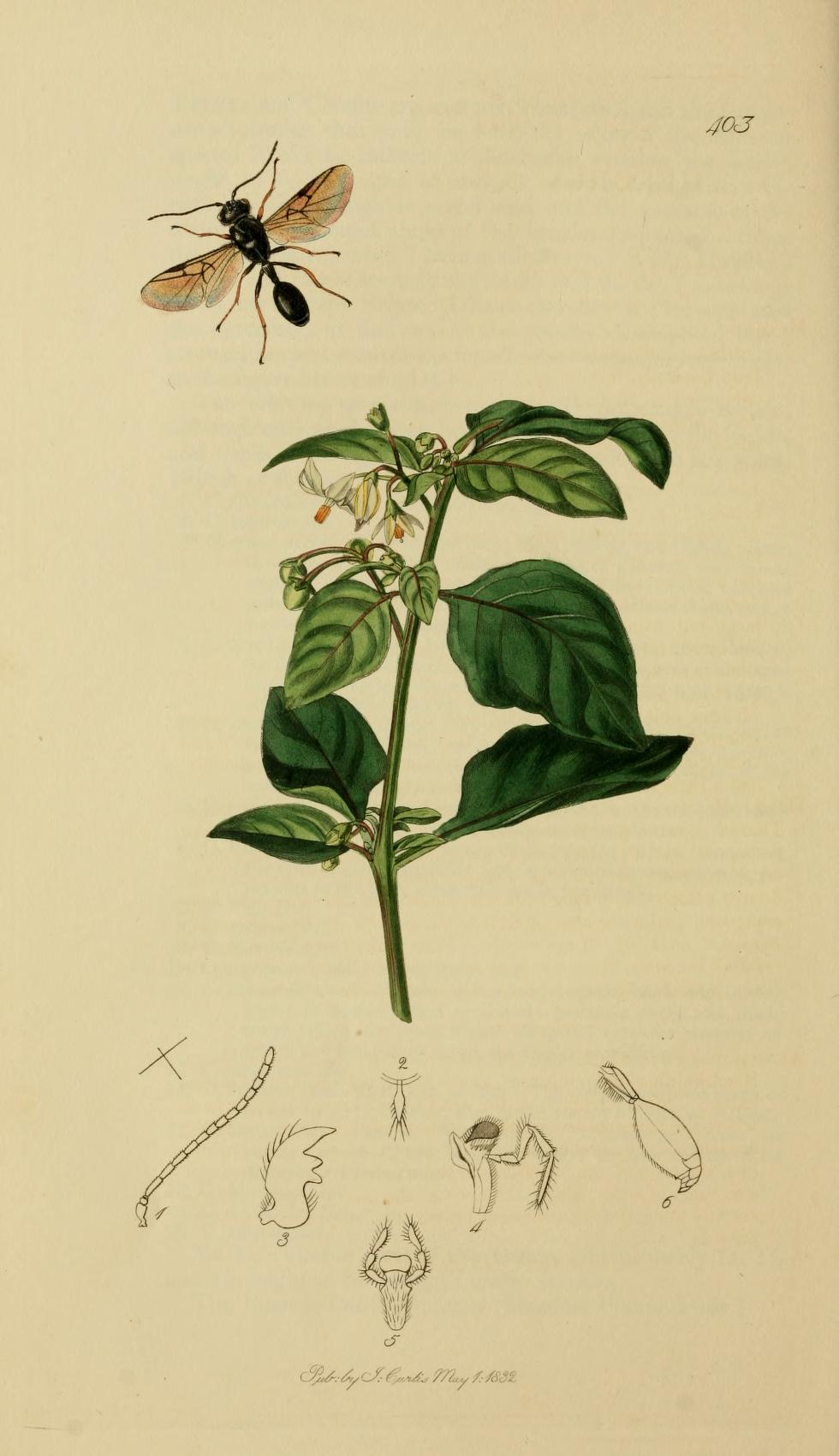